# Pieni-Virmas
Pieni-Virmas eller Virmas är en sjö i Finland. Den ligger i kommunen Jorois i landskapet Södra Savolax, i den södra delen av landet, 250 km nordost om huvudstaden Helsingfors. Pieni-Virmas ligger 125,2 meter över havet. Arean är 1,93 kvadratkilometer och strandlinjen är 18,68 kilometer lång. Sjön  ingår i Vuoksens huvudavrinningsområde.   Den ligger vid sjön Pihlas. I omgivningarna runt Pieni-Virmas växer i huvudsak blandskog.
I övrigt finns följande i Pieni-Virmas:
- Tololansaari (en ö)

I övrigt finns följande vid Pieni-Virmas:
- Pihlas (en sjö)